# 幸せのまえぶれ
『幸せのまえぶれ』（しあわせのまえぶれ）は、1995年7月21日に日本コロムビアから発売された中西保志の9枚目のシングル。

## 収録曲
- 全作詞：夏目純

1. 幸せのまえぶれ
作曲：鳥山雄司・小倉良　編曲：鳥山雄司
  - TBS系『世界ふしぎ発見!』エンディングテーマ[2]
2. Everlasting story
作曲：オズニー・メロ　編曲：富田素弘
3. 幸せのまえぶれ（オリジナル・カラオケ）